# LeVar Burton
Levardis Robert Martyn „LeVar” Burton Jr. (ur. 16 lutego 1957 w Landstuhl) – amerykański aktor i reżyser.
15 listopada 1990 otrzymał własną gwiazdę w Alei Gwiazd w Los Angeles znajdującą się przy 7000 Hollywood Boulevard.

## Życiorys
Syn Levardisa Roberta Martyna, fotografa pracującego dla wojska łączności, i Ermy (z domu Christian) Burton, edukatorki. 
Za rolę młodego Kunta Kinte w miniserialu ABC Korzenie (1977) był nominowany do nagrody Emmy dla najlepszego aktora pierwszoplanowego za pojedynczy występ w serialu dramatycznym lub komediowym. Od 11 lipca 1983 do 10 listopada 2006 był gospodarzem edukacyjnego serialu telewizyjnego PBS Kids Reading Rainbow, za który otrzymał trzy nagrody NAACP Image Awards (1999, 2002–2003) i dwanaście nagród Emmy (1990, 1993, 1996, 1997, 1998, dwie w 2001, dwie w 2002, 2003, 2005, 2007). Jako Geordi La Forge w serialu Star Trek: Następne pokolenie (1987–1994) został doceniony przez Academy of Science Fiction, Fantasy and Horror Films i w 2024 został uhonorowany Nagrodą Saturna za całokształt twórczości. 
Grał także w kilku filmach pełnometrażowych serii Star Trek oraz epizodycznie w serialach Star Trek: Stacja Kosmiczna, Star Trek: Voyager oraz Star Trek: Enterprise. Burton reżyserował także ponad 20 odcinków większości serii Star Trek.
3 października 1992 zawarł związek małżeński ze Stephanie Cozart, z którą ma dwójkę dzieci: córkę Michaelę i syna Eiana (ur. 1980).

## Filmografia

### Filmy fabularne
- 1977: W poszukiwaniu idealnego kochanka jako Cap Jackson
- 1980: Łowca jako Tommy Price
- 1988: Roots: The Gift (film TV) jako Kunta Kinte
- 1994: Star Trek: Pokolenia jako komandor porucznik Geordi La Forge
- 1996: Star Trek: Pierwszy kontakt jako komandor porucznik Geordi La Forge
- 1998: Star Trek: Rebelia jako komandor porucznik Geordi La Forge
- 2000: Czarna komedia w roli samego siebie
- 2001: Ali jako dr Martin Luther King
- 2002: Star Trek: Nemesis jako komandor porucznik Geordi La Forge
- 2009: Superman/Batman: Wrogowie publiczni jako Jefferson Pierce/Black Lightning (głos)
- 2009: Porwanie w biały dzień (Taken in Broad Daylight, TV) jako Mike Timbrook

### Seriale TV
- 1977: Korzenie jako Kunta Kinte
- 1984: Statek miłości jako Darnell
- 1987: Napisała: Morderstwo jako reporter Dave Robinson
- 1987–94: Star Trek: Następne pokolenie jako komandor porucznik Geordi La Forge
- 1990–96: Kapitan Planeta i planetarianie jako Kwame (głos)
- 1993: Batman jako Hayden Sloane/Hatter Henchman (głos)
- 1995: Va banque gospodarz
- 1995: Christy jako Daniel Scott
- 1996: Gargoyles jako Anansi
- 1997: Pinky i Mózg jako Murray
- 1998: Star Trek: Voyager jako kpt. Geordi LaForge
- 2000: Jak pan może, panie doktorze? jako pan Haller
- 2003: Puls miasta jako Marvin Lloyd
- 2005–2009: Family Guy jako Vern (głos)
- 2009: Super Hero Squad jako War Machine (głos)
- 2005: Family Guy w roli samego siebie (głos)
- 2011: Teoria wielkiego podrywu w roli samego siebie
- 2011–2014: Community w roli samego siebie
- 2011–2016: Transformers: Rescue Bots jako Doc Greene (głos)
- 2012: Teoria wielkiego podrywu w roli samego siebie
- 2012–2015: Pułapki umysłu jako Paul Haley
- 2013: Pora na przygodę! jako Bubble (głos)
- 2014: Teoria wielkiego podrywu w roli samego siebie
- 2014: Hell’s Kitchen w roli samego siebie
- 2016: Korzenie jako Ephraim
- 2019: Agenci NCIS: Nowy Orlean jako Rufus Nero
- 2021: Va Banque! gospodarz (odcinki 37.216 do 37.220)[7]

## Publikacje
- LeVar Burton: Aftermath. Aspect, 1997. ISBN 0-446-67960-7.
- LeVar Burton: The Rhino Who Swallowed a Storm. Reading Rainbow, 2014. ISBN 0-990-53950-4.
- LeVar Burton: A Kids Book About Imagination. A Kids Company About Inc., 2021. ISBN 978-1-953955-44-9.